# Тарасенко Анатолій Володимирович
Анато́лій Володи́мирович Тара́сенко (нар. 28 вересня 1942; Гуляйполе) — український та казахський підприємець, письменник та історик. Почесний консул України в Костанаї.

## Біографія
Народився 28 вересня 1942 року в місті Гуляйполе.
З 1961 року проживає в Казахстані, працював на будівництві, потім — інструктором зі спорту і комсоргом в радгоспі.
Закінчив історичний факультет Костанайського державного педагогічного інституту.
З 1969 по 1973 рік — завідувач відділу комсомольських організацій, другий секретар, перший секретар Орджонікідзевського райкому ЛКСМ Казахстану Кустанайської області. 
У 1973–1990 роках — завідувач відділу пропаганди і агітації Орджонікідзевського райкому Компартії Казахстану Кустанайської області, консультант Будинку політпросвіти, завідувач відділу пропаганди і агітації, завідувач ідеологічного відділу Кустанайського міськкому та обкому Компартії Казахстану.
У 1991–1992 роках — завідувач відділу акціонування і реклами акціонерного товариства «Кустанайлизингинвест».
З 1991 року — директор підприємства «Костанайский друкарський двір», що спеціалізується на виданні книг.
З 1999 року почав публікувати свої книжки.
Почесний консул України в Костанаї.

## Нагороди
- орден «За заслуги» III ступеня (25 лютого 2008) — за значний особистий внесок у зміцнення дружби між народами України та Казахстану, розвиток українсько-казахстанського співробітництва[5];
- медаль «За освоєння цілинних земель» (1968)[3];
- медаль «За трудову доблесть» (1972)[3];
- медаль «За доблесний труд» (1976)[3];